# Назарово (Петушинский район)
Назарово — деревня в Петушинском районе Владимирской области России, входит в состав Пекшинского сельского поселения.

## География
Деревня расположена в 30 км на северо-запад от центра поселения деревни Пекша и в 29 км на север от райцентра города Петушки.

## История
По данным на 1860 год сельцо принадлежало Елизавете Владимировне Гастфер.
В конце XIX — начале XX века деревня входила в состав Короваевской волости Покровского уезда, с 1921 года — в составе Орехово-Зуевского уезда Московской губернии, с 1924 года — в составе Воспушенской волости. В 1859 году в деревне числилось 44 двора, в 1905 году — 20 дворов, в 1926 году — 26 дворов.
С 1929 года деревня входила в состав Короваевского сельсовета Петушинского района Московской области, с 1944 года — в составе Владимирской области, с 1979 года — в составе Анкудиновского сельсовета, с 2005 года — в составе Пекшинского сельского поселения.

## Население
| 1859 | 1905 | 1926 | 2002 | 2010 | 2021 |
| ---- | ---- | ---- | ---- | ---- | ---- |
| 250  | ↘151 | ↘89  | ↘1   | ↗2   | ↘0   |